# Västra Buvattnet (Glava socken, Värmland)
Västra Buvattnet är en sjö i Arvika kommun i Värmland och ingår i Göta älvs huvudavrinningsområde. Sjöns area är 0,013 kvadratkilometer och den befinner sig 173 meter över havet.